# Exochosembia cavagnaroi
Exochosembia cavagnaroi är en insektsart som beskrevs av Ross 2003. Exochosembia cavagnaroi ingår i släktet Exochosembia och familjen Anisembiidae.
Artens utbredningsområde är Guatemala. Inga underarter finns listade i Catalogue of Life.